# Fonseca Coutinho
António da Fonseca Coutinho foi um administrador colonial português que exerceu o cargo de Governador interino na Capitania-Geral do Reino de Angola entre 1748 e 1749, tendo sido antecedido por João Joaquim Jacques de Magalhães e sucedido por António de Almeida Soares Portugal, Marquês do Lavradio. Foi cavaleiro-fidalgo da casa real e Tenente-General e Mestre de Campo General ad-honorem no Reino de Angola. Era filho de Manuel da Fonseca Coutinho, natural de Benavila e de Mariana Ferreira, filho de João Rodrigues da Fonseca e de Guiomar de Mendonça, cavaleiro-fidalgo e militar que serviu em Mazagão e em Angola e aí serviu como capitão-mor do Golungo, sargento-mor, tenente de mestre de campo general e governou a Fortaleza de S. Miguel. António da Fonseca Coutinho era primo direito do que veio a ser Tenente Coronel Domingos da Fonseca Negrão , filho de Domingos Vaz Negrão e de Isabel de Mendonça, de Benavila, que foi Cavaleiro da Ordem de Cristo e destacado militar, e ainda do Capitão Manuel da Fonseca Negrão, que morreu em Angola.